# 加藤 (青蜂俠)
加藤（英語：Kato）是虛擬超級英雄青蜂俠的助手，擅長空手道。青蜂俠是報業巨子雷布利（Britt Reid）的化身，加藤幫助他製造對付壞人時的武器，當然也包括其座駕「黑美人」（Black Beauty），並和他一同並肩作戰，首次出現於1936年原創的同名廣播劇內。

## 歷代演員
1941年《青蜂俠再出擊!》「加藤」由陸錫麟飾演。
1966年《青蜂俠》「加藤」由香港傳奇動作明星李小龍飾演。
2011年《青蜂俠》「加藤」由周杰倫飾演。該角色被粉絲以「小針針」稱呼，是男主角在片中對他的戲稱。